# Spelaeobochica iuiu
Espèce
Spelaeobochica iuiu est une espèce de pseudoscorpions de la famille des Bochicidae.

## Distribution
Cette espèce est endémique de l'État de Bahia au Brésil. Elle se rencontre à Iuiú dans la grotte Lapa do Baixão.

## Description
La femelle holotype mesure 5,17 mm et les mâles de 4,34 à 4,47 mm.

## Étymologie
Son nom d'espèce lui a été donné en référence au lieu de sa découverte, Iuiú.

## Publication originale
- Ratton, Mahnert & Ferreira, 2012 : A new cave-dwelling species of Spelaeobochica (Pseudoscorpiones: Bochicidae) from Brazil. Journal of Arachnology, vol. 40, no 3, p. 274-280 (texte intégral).